# تودور جيفكوف
تودور خريستوف جيفكوف (بالبلغارية: Тодор Христов Живков)‏ وهو سياسي شيوعي والأمين العام للحزب الشيوعي البلغاري من 14 مارس 1954 إلى 10 نوفمبر 1989 وشغل منصب رئيس جمهورية بلغريا الشعبية الاشتراكية من 9 يوليو 1971 حتى 17 نوفمبر 1989 ولد في يوم 7 سبتمبر 1911 في قرية برافيتس في بلغاريا، تولى حكم بلغاريا بعد أن تمكن الاتحاد السوفيتي من احتلال بلغاريا وإسقاط حكومتها التي كانت متعاونة مع ألمانيا النازية في الحرب العالمية الثانية في سنة 1944 وأصبح في البداية سكرتير الحزب الشيوعي البلغاري وثم أصبح رئيس بلغاريا في سنة 1954 خلفاً لفالكو تشيرفنكوف ويعتبر أطول حاكم لبلغاريا حيث حكم لمدة 34 سنة، وقد تمت اقالته من منصبه بعد سقوط جدار برلين وانهيار الاتحاد السوفيتي تولى الحكم بعدهُ بيتار ملادينوف. وتوفي في 5 أغسطس 1998 بعد ان حكم عليه بالإقامة الجبرية بتهمة سرقة المال العام وتمت تبرئته قبيل وفاته.

## روابط خارجية
- تودور جيفكوف على موقع IMDb (الإنجليزية)
- تودور جيفكوف على موقع الموسوعة البريطانية (الإنجليزية)
- تودور جيفكوف على موقع مونزينجر (الألمانية)
- تودور جيفكوف على موقع إن إن دي بي (الإنجليزية)
- تودور جيفكوف على موقع ديسكوغز (الإنجليزية)
- تودور جيفكوف على موقع قاعدة بيانات الفيلم (الإنجليزية)
- تودور جيفكوف على موقع كينوبويسك (الروسية)
- تودور جيفكوف على موقع أوليمبيديا (الإنجليزية)